# Ernesto Augusto da Cunha Matos
Ernesto Augusto da Cunha Matos foi um político brasileiro.
Foi presidente da província de Mato Grosso, de 9 de agosto a 9 de dezembro de 1889.